# Dorn (Band)
Dorn ist eine deutsche Metal-Band.

## Geschichte
Dorn wurde 1998 von Roberto Liebig, dem Ex-Keyboarder der Pagan-Metal-Band Riger, gegründet. Für das 2000 erschienene Debütalbum Falschheit, das in den Studios von CCP Records in Linz aufgenommen wurde, spielte Liebig sämtliche Instrumente alleine ein.
Das Album erhielt gute Kritiken, so dass Liebig von CCP Records unter Vertrag genommen wurde und er sein Engagement bei Riger aufgab. Es folgten die beiden Alben Brennende Kälte und Schatten der Vergangenheit. Am 2004er Album Suriel wirkten die Musiker Michael Werber, Sebastian Ziem, „Lars“ und „Ira“ mit, mit denen Liebig auch auf Deutschland-Tournee ging. Mitte 2005 verließen „Lars“ und „Ira“ die Band wieder. Mit den beiden verbliebenen Bandmitgliedern nahm Liebig im Oktober 2006 das Album Spiegel der Unendlichkeit auf, welches am 23. Februar 2007 veröffentlicht wurde.

## Diskografie
- 2000: Falschheit
- 2001: Brennende Kälte
- 2002: Schatten der Vergangenheit
- 2004: Suriel
- 2007: Spiegel der Unendlichkeit